# 帝國高速公路

帝國高速公路

帝國高速公路系统（德語：Reichsautobahn）是纳粹统治下的德国高速公路體系。在魏玛共和国時期，德国曾有过控制通道高速公路的计划，并且已经建造了两条，但长途高速公路的工作尚未开始。纳粹上台后接受了建立高速公路网络的计划，并将该项目作为希特勒自己的想法提出。它们被称为“阿道夫·希特勒之路”（德語：Straßen Adolf Hitlers），并被视为对减少失业的重大贡献。该项目的其他原因包括让德国人能够探索和欣赏他们的国家，并且在第三帝国时期执行该项目具有强烈的审美元素。帝國高速公路在军事方面有应用，尽管程度比人们通常认为的要小。它被認為是第三帝国的永久纪念碑，经常被比作金字塔，帝國高速公路促成了将汽车作为一种现代化交通工具的普遍推广，这种现代化本身就具有军事價值。

1933年9月23日，希特勒在法兰克福进行了第一次铲土仪式，并于次年春天在整个帝国的多个地点同时正式开始施工工作。第一条完工路段，法兰克福和达姆施塔特之间的高速於于1935年5月19日開放，次年9月23日，前1,000公里（620英里）的路段完工。在德奧合併后，计划中的网络扩大到包括奧斯特马克。1938年4月7日，在前奥地利领土上的第一条帝国高速公路，同時是帝國全境的第二次破土仪式在萨尔茨堡附近举行。当1941年由于蘇德戰爭爆發而停止施工时，帝國高速公路已经完成修建了3,819.7公里。

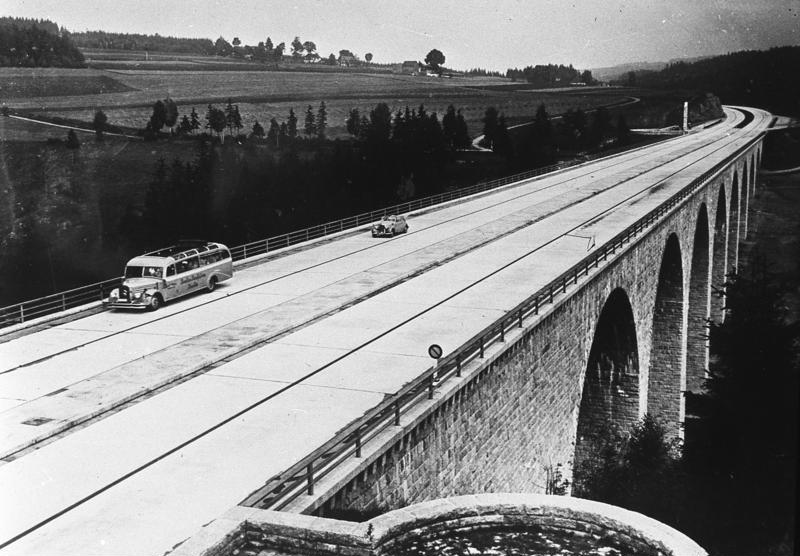
薩勒河畔希爾施伯格和貝格(上弗蘭肯)之间薩勒河上的桥，前景中有观景台
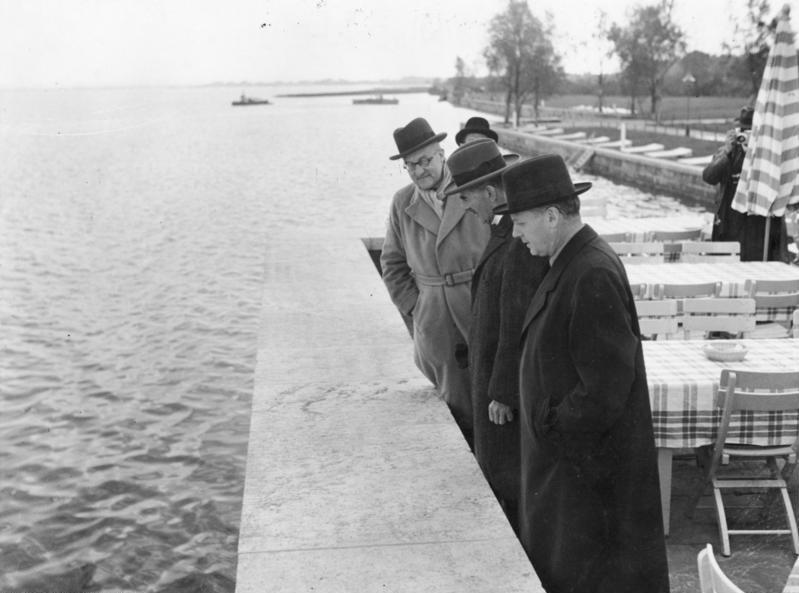
1938年9月15日，在基姆湖休息站，内维尔·张伯伦（中间，左右為赫伯特·冯·迪克森和约阿希姆·冯·里宾特洛甫），他在上萨尔茨堡与希特勒会面后返回。他的這趟旅程簽訂了慕尼黑协议
高速公路出口路标。由木材和胶合板制成的手绘面板具有蓝色阴影RAL 32h的基本颜色。这对应于今天的RAL 5002。